# Canton (Pensilvania)
Canton es un borough ubicado en el condado de Bradford en el estado estadounidense de Pensilvania. En el año 2000 tenía una población de 1,807 habitantes y una densidad poblacional de 612 personas por km².

## Geografía
Canton se encuentra ubicado en las coordenadas 41°39′21″N 76°51′3″O / 41.65583, -76.85083.

## Demografía
Según la Oficina del Censo en 2007 los ingresos medios por hogar en la localidad eran de $26,848 y los ingresos medios por familia eran $37,645. Los hombres tenían unos ingresos medios de $29,071 frente a los $23,804 para las mujeres. La renta per cápita para la localidad era de $13,537. Alrededor del 15.6% de la población estaba por debajo del umbral de pobreza.